# Pokolj kod Vunded Nija
Pokolj kod Vunded Nija (takođe pozant kao Bitka kod Vunded Nija) bio je pokolj nekoliko stotina Indijanaca iz plemena Lakota, skoro pola od koji su bili žene i deca, od strane vojske Sjedinjenih Država. Ovo se dogodio 29. decembra 1890. godine, u blizini Vunded Ni Krika (lakotski: Čhaŋkpé Ópi Wakpála) na lakotskom Indijanskom rezervatu Pajne Ridž, u američkoj državi Južna Dakota, nakon pokušaja razoružavanja lakotskog logora.
Prethodnog dana, odred američkog 7. konjičkog puka kojim je komandovao major Samjuel M. Vitsajd presreo je družinu Pegavog Losa, sastavljenu od Minikonžu Lakota i 38 Hankpapa Lakota u blizini Porkjupajn Bjuta i sproveo ih 5 milja (8,0 km) zapadno do Vunded Ni Krika (Doline Ranjeno Koleno), gde su napravili kamp. Ostatak 7. konjičkog puka, na čelu sa pukovnikom Džejmsom V. Forsitom, pristigao je i opkolili su kamp. Puk je bio podržan baterijom od četiri Hočkisova planinska topa.
Ujutro 29. decembra, američke konjičke trupe ušle su u logor da razoružaju Lakote. Jedna verzija događaja tvrdi da je tokom procesa razoružavanja Lakota, gluvi pripadnik plemena po imenu Crni Kojot nerado odustao od puške, tvrdeći da je za to mnogo platio. Istovremeno, jedan starac je izvodio ritual zvani Ples duhova. Puška Crnog Kojota je opalila u tom trenutku i američka vojska je počela da puca na Indijance. Lakotski ratnici su uzvratili, ali mnogi su već bili lišeni oružja i razoružani.
Do vremena okončanja pokolja, između 250 i 300 muškaraca, žena i dece Lakota je bilo ubijeno, a 51 ranjeno (4 muškarca i 47 žena i dece, od kojih su neki kasnije umrli); neke procene su broj mrtvih postavile na 300. Poginulo je i dvadeset pet vojnika, i trideset devet je ranjeno (šest ranjenih je kasnije umrlo). Dvadeset vojnika nagrađeno je Medaljom časti. Nacionalni kongres američkih Indijanaca je 2001. usvojio dve rezolucije, kojima je osudio vojne nagrade i pozvao američku vladu da ih opozove.
Američko odeljenje unutrašnjih poslova je bojno polje Vunded Nija, mesto pokolja, proglasilo Nacionalnom istorijskom znamenitošću. Godine 1990. oba doma Kongresa SAD donela su rezoluciju o istorijskoj stogodišnjici, u kojoj su formalno izrazili „duboko žaljenje” zbog pokolja.

## Pozadina
U godinama koje su prethodile sukobu, SAD vlada je nastavila da osvaja zemlje Lakota. Nekada velika krda bizona na Velikim ravnicama, glavna hrana Indijanaca ravnice, bila su izlovljena do skoro izumiranja. Ugovorna obećanja o zaštiti rezervata od napada naseljenika i rudara zlata nisu sprovedena kako je dogovoreno. Kao rezultat toga, došlo je do nemira oko rezervata. Za to vreme, vesti su se proširile među rezervatima o Pajutskom proroku po imenu Vovoka, osnivaču religije plesa duhova. On je imao viziju da se hrišćanski Mesija, Isus Hrist, vratio na Zemlju u obliku Indijanca.
Prema Vovokinoj viziji, beli osvajači bi nestali iz indijanskih zavičajnih zemalja, preci bi ih odveli u dobra lovišta, stada bivola i sve druge životinje bi se vratile u izobilju, a duhovi njihovih predaka bi se vratili na Zemlju — otuda „ples duhova". Tada bi živeli u miru. Sve to bi se ostvrilo izvođenje sporog i svečanog plesa duhova, koji se izvodi kao geganje u tišini u pratnji sporog, pojedinačnog udaranja bubnja. Lakotski ambasadori kod Vovoke, Udarajući medved i Kratki bik, naučili su Lakote da dok izvode ples duhova, nose posebne košulje za ples duhova, kao što je Crni los video u viziji. Udarajući medved je pogrešno shvatio značenje košulja i rekao je da košulje imaju moć da odbiju metke. Neka plemena, uključujući Sijukse, verovala su da će doći do velikog zemljotresa i poplave koji će potopiti sve belce.
Pokret plesa duhova bio je rezultat sporog, ali stalno prisutnog uništavanja načina života Indijanaca. Plemenska zemlja oduzimana je alarmantnom brzinom. Nekada brojna krda bizona bila su skoro istrebljena. Čitav život ravničarskih plemena vrteo se oko bizona, i bez resursa koje je ta životinja nudila, njihove kulture su brzo izgubile stabilnost i sigurnost. To ih je primoralo da se oslone na vladu Sjedinjenih Država da im obezbedi obroke i robu, ili bi se u suprotnom suočiti sa glađu. Način života ovih nezavisnih ljudi je brzo nestajao. Ples duhova doneo je nadu: beli čovek bi uskoro nestao; bivoli bi se vratili; ljudi bi se ponovo sjedinili sa voljenima koji su od tada preminuli; stari način života pre belog čoveka bi se vratio. Ovo nije bio samo religiozni pokret već odgovor na postepeno kulturno uništenje.
Pegavi los i njegova grupa, zajedno sa 38 Hankpapa, napustili su rezervat reke Šajen 23. decembra da bi otputovali u indijanski rezervat Pajn Ridž da traže utočište kod Crvenog oblaka.
General Leonard Rajt Kolbi, komandant Nacionalne garde Nebraske (u delu pisma od 15. januara 1891.), upitao je bivšeg indijskog agenta Pajn Ridža, Valentina T. Makgilikadija o „neprijateljstvima“ vezanim za Ples duhova:

„Što se tiče 'Plesa duhova', njemu je posvećeno previše pažnje. To je bio samo simptom ili površinska indikacija duboko ukorenjene, dugo postojeće poteškoće; kao i tretiranje erupcije malih boginja kao bolesti i ignorisanje sveukupne bolesti.”
„Što se tiče razoružavanja Sijuksa, koliko god to izgledalo poželjno, smatram da to nije ni preporučljivo, ni izvodljivo. Bojim se da će to rezultirati kao teoretsko sprovođenje zabrane u Kanzasu, Ajovi i Dakoti; uspećete da razoružate i održite razoružanim prijateljske Indijance zato što možete, a nećete uspeti sa elementom mafije jer ne možete.”
„Ako bih ponovo bio indijski agent i imao svoj izbor, preuzeo bih kontrolu nad 10.000 naoružanih Sijuksa, a ne isto toliko razoružanih; i pored toga, pristao bih da upravljam tim brojem, ili čitavom nacijom Sijuksa, bez belog vojnika. S poštovanjem, itd., V. T. Makgilikadi.”
„P.S. Zanemario sam da kažem da do danas nije bilo ni zaraze Sijuksa, ni rata. Nijedan građanin Nebraske ili Dakote nije ubijen, zlostavljan ili može da pokaže ogrebotinu iglom, i nijedna posed nije uništen van rezervata.”

## Literatura
- Andersson, Rani-Henrik (2009). The Lakota Ghost Dance of 1890. Lincoln, NE: University of Nebraska Press. ISBN 978-0-8032-1073-8..
- Brown, Dee (1970). Bury My Heart at Wounded Knee: An Indian History of the American West. Owl Books. ISBN 0-8050-6669-1..
- Champlin, Tim (2001). A Trail To Wounded Knee : A Western Story. Five Star .
- Coleman, William S.E. (2000). Voices of Wounded Knee. University of Nebraska Press. ISBN 0-8032-1506-1..
- Cozens, Peter. (2018). The Earth is Weeping: The Epic Story on the Indian wars for the American West. Atlantic Books. ISBN 978-1-78649-151-0.
- Greene, Jerome A. (2014). American Carnage: Wounded Knee, 1890. Norman, OK: University of Oklahoma Press. ISBN 9780806144481.
- Smith, Rex Alan (1981). Moon of Popping Trees. Lincoln, NE: University of Nebraska Press. ISBN 0-8032-9120-5..
- Utley, Robert M. Last Days of the Sioux Nation. New Haven, CT: Yale University Press (1963).
- Utley, Robert M. (2003). The Indian Frontier 1846-1890. Albuquerque, NM: University of New Mexico Press. ISBN 0-8263-2998-5..
- Utley, Robert M. (1973). Frontier Regulars The United States Army and the Indian 1866–1891. New York: Macmillan Publishing. ISBN 0-8032-9551-0..
- Yenne, Bill. (2005). Indian Wars: The Campaign for the American West. Westholme. ISBN 1-59416-016-3.
- United States Congress (1937). Hearings Before the Committee on Indian Affairs. U.S. Government Printing Office. стр. 28. Архивирано из оригинала 13. 2. 2021. г. Приступљено 28. 12. 2017.